# Stadion Ghazi
Stadion Ghazi (paszt.: غازی لوبغالی, pers.: ورزشگاه غازى, Warzeszgah-e Ghazi) – wielofunkcyjny stadion w Kabulu w Afganistanie. Został zbudowany za panowania króla Amanullaha Chana w 1923 roku, który był uważany za Ghazi (bohatera) za wygranie wojny z Brytyjczykami i uzyskanie niepodległości narodu. Stadion mieści 25.000 osób.